# Paul Réneau
Paul Réneau (* 28. September 1960) ist ein ehemaliger belizischer Sprinter und Radrennfahrer. Er trat bei den Olympischen Sommerspielen 1984 in Los Angeles und 1988 in Seoul an.

## Sport
Réneau nahm an den 1984 am Wettlauf über 100 m teil. 1988 trat er dann im Radsport im Sprint an. Er schied jeweils in den Vorläufen aus.